# Ljiljana Jovanović
Ljiljana Jovanović (ur. 16 lutego 1930 w Kruševacu, zm. 27 stycznia 2012 w Belgradzie) – jugosłowiańska i serbska aktorka filmowa i telewizyjna. 

## Wybrana filmografia
- 1962: Wyrok na Vc (Prozvan je i V-3)
- 1963: Zgliszcza Radopolje (Radopolje)
- 1965: Człowiek nie jest ptakiem (Čovek nije tica)
- 1967: Przebudzenie szczurów (Buđenje pacova)
- 1967: Kiedy będę martwy i biały (Kad budem mrtav i beo)
- 1969: Zasadzka (	Zaseda)
- 1972: Gwiazdy są oczami wojownika (Zvezde su oči ratnika)
- 1972: Piosenkarka z tawerny (I Bog stvori kafansku pevačicu)
- 1976: Życie za życie (Devojački most)
- 1977: Nagonka (film) (Hajka)
- 1977: Pies, który lubił pociągi (Pas koji je voleo vozove)
- 1984: Bałkański szpieg (Balkanski špijun)
- 1989: Czas cudów (Vreme čuda)
- 1992: Bulwar Rewolucji (Bulevar revolucije)
- 1995: Underground (Podzemlje / Bila jednom jedna zemlja) jako prostytutka
- 2004: Sen nocy zimowej (San zimske noći) jako matka Milana